# Docklands Light Railway

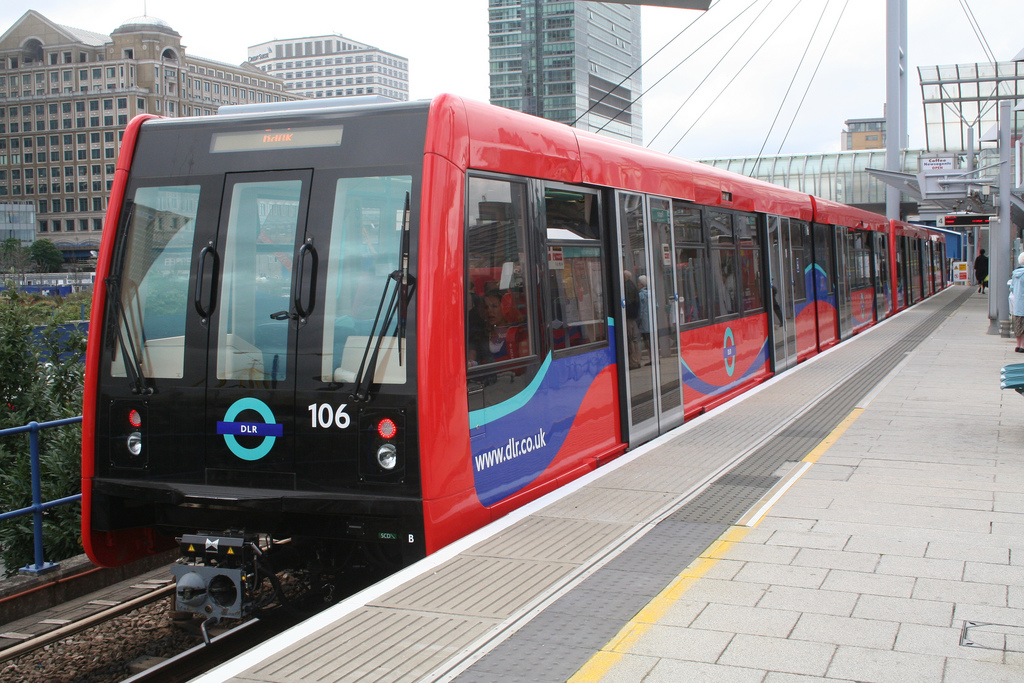
Pociąg DLR typu B07 na stacji Poplar

Docklands Light Railway (DLR) – system automatycznie sterowanych pociągów obsługujących obszar wschodniego Londynu. W 2006 roku przewiózł 60 milionów pasażerów. DLR należy do systemu komunikacji miejskiej Londynu (co przekłada się m.in. na bilety – wspólne dla metra i DLR), zaś jego linie są zaznaczane na wszystkich schematach sieci metra. Organizacyjnie system stanowi jednak niezależną jednostkę, zarządzaną w imieniu miasta przez prywatną firmę działającą na zasadzie ajenta. W skład DLR wchodzi obecnie 45 stacji i 34 kilometry tras.
Pierwszy odcinek DLR został otwarty w 1987. Jego budowa miała związek z prowadzonym na terenie dawnych londyńskich portów (Docklands) programem gruntownej rewitalizacji. Początkowo planowano przedłużyć na ich obszar należącą do metra Jubilee Line, jednak zarzucono ten pomysł z powodów finansowych. Zamiast tego wybudowano DLR. Jak na owe czasy była to inwestycja niezwykle nowoczesna. W pociągach nie ma maszynistów, każdy skład posiada jednego pracownika obsługi, który pełni przede wszystkim rolę konduktora, a w wyjątkowych sytuacjach może przejąć kierowanie składem. Również stacje są maksymalnie zautomatyzowane. Od początku wszystkie stacje i pociągi przystosowane są do potrzeb osób poruszających się na wózkach inwalidzkich. System DLR kilkakrotnie był przedłużany: do stacji Bank w 1991, do Beckton w 1994, Lewisham w 1999, King George V w 2005, Woolwich Arsenal w 2009, i Stratford International w 2011 r.

## Sieć

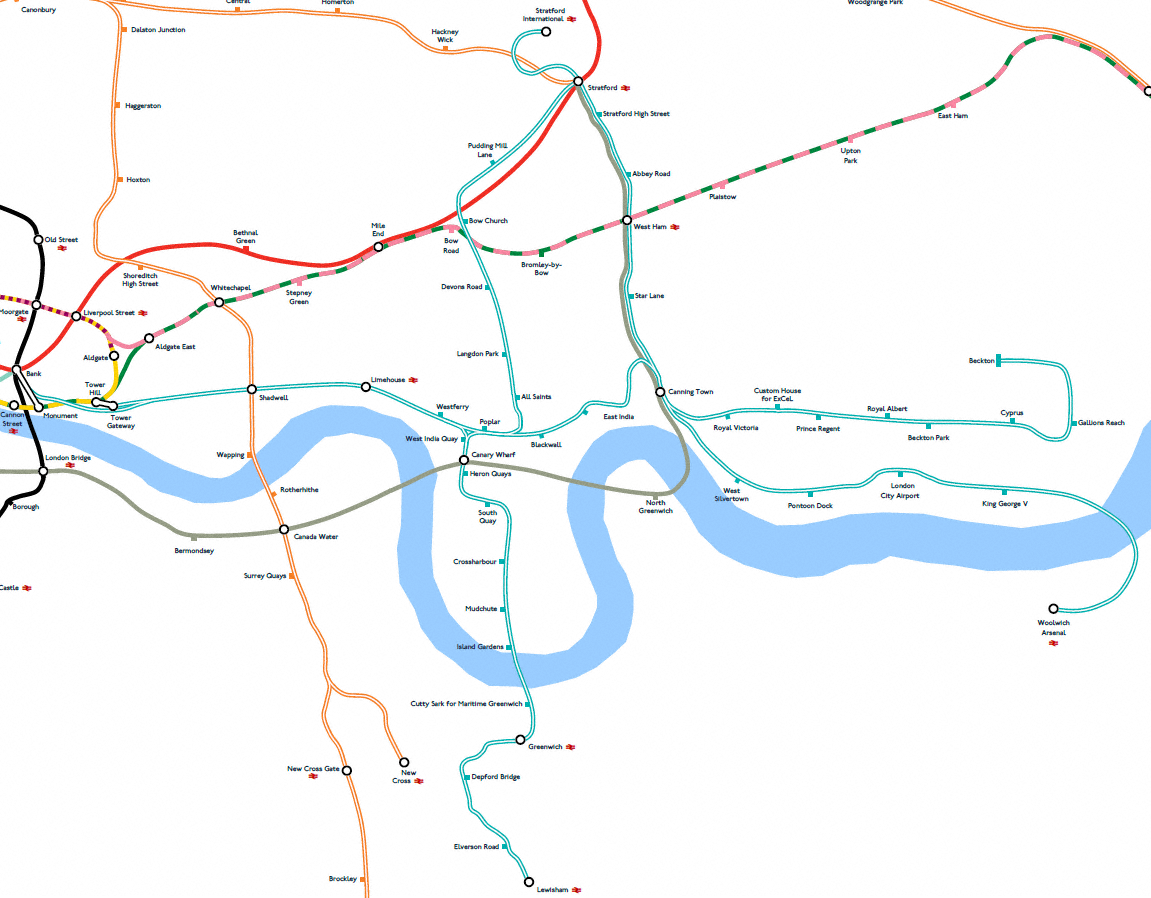
Układ systemu DLR (zaznaczono w kolorze turkusowym)

Układ sieci DLR pozwala na dość swobodne ustalanie tras przejazdu pociągów. Obecnie kursują one na poniższych głównych trasach:
- Bank – Shadwell – Limehouse – Westferry – West India Quay – Canary Wharf – Heron Quays – South Quay – Crossharbour – Mudchute – Island Gardens – Cutty Sark (for Maritime Greenwich) – Greenwich – Deptford Bridge – Elverson Road – Lewisham
- Bank – Shadwell – Limehouse – Westferry – Poplar – Blackwall – East India – Canning Town – West Silvertown – Pontoon Dock – London City Airport – King George V – Woolwich Arsenal
- Tower Gateway – Shadwell – Limehouse – Westferry – Poplar – Blackwall – East India – Canning Town – Royal Victoria – Custom House for ExCeL – Prince Regent – Royal Albert – Beckton Park – Cyprus – Gallions Reach – Beckton
- Stratford – Pudding Mill Lane – Bow Church – Devons Road – Langdon Park – All Saints – Poplar – West India Quay – Canary Wharf – Heron Quays – South Quay – Crossharbour – Mudchute – Island Gardens – Cutty Sark (for Maritime Greenwich) – Greenwich – Deptford Bridge – Elverson Road – Lewisham
- Stratford International – Stratford – Stratford High Street – Abbey Road – West Ham – Star Lane – Canning Town – Royal Victoria – Custom House for ExCeL – Prince Regent – Royal Albert – Beckton Park – Cyprus – Gallions Reach – Beckton
- Stratford International – Stratford – Stratford High Street – Abbey Road – West Ham – Star Lane – Canning Town – West Silvertown – Pontoon Dock – London City Airport – King George V – Woolwich Arsenal

## Inne

Schemat DLR w dniu otwarcia